# Zmije gabunská
Zmije gabunská (Bitis gabonica) je had z čeledi zmijovitých (Viperidae) vyskytující se v pralesích rovníkové Afriky.

## Popis
Zmije gabunská je jedním z nejdelších a nejtěžších jedovatých hadů světa s délkou 2 m a váhou přes 8 kg. Tento had se vyznačuje efektní kresbou z růžových, šedých, hnědých a černých trojúhelníků, která ho však činí neviditelným ve spadaném listí. Má extrémně pomalý metabolismus, takže vydrží až půldruhého roku bez potravy.

### Jed
Tato zmije má přes 5 cm dlouhé jedové zuby, obsahující velmi silný hemotoxin, takže přes 90 % uštknutí je smrtelných. Zuby dovedou snadno projít šatstvem i obuví, navíc jsou vysoce jedovatá i mláďata, proto je had nebezpečný od samotného narození. Zmije však na člověka zpravidla neútočí, pohybuje se pomalu a většinu dne prospí.

## Poddruhy
V západní části areálu žije poddruh Bitis gabonica rhinoceros, pojmenovaný podle nápadných výrůstků na hlavě, připomínajících nosorožce.